# Can Bonastre (Cervelló)
Can Bonastre és un gran casal del municipi de Cervelló (Baix Llobregat) que forma part de l'Inventari del Patrimoni Arquitectònic de Catalunya.

## Descripció
És un gran casal residencial situat a la part més cèntrica del poble. Té la planta rectangular, amb planta baixa, dos pisos i golfes, amb dos cossos més baixos als costats. La façana es distribueix en tres eixos verticals i tres d'horitzontals: hi ha tres obertures allandades a cada pis i un òcul a nivell de les golfes. Totes les obertures estan emmarcades per una motllura. La façana està coronada per una cornisa curvilínia.

## Història
El 1843 Can Guitart era l'únic forn de vidre català a Cervelló, conegut pel nom de Forn de l'Hostal. Josep Ferret era el propietari d'aquesta casa, que havia estat un hostal. El 24 de maig de 1862 la propietat passa a mans de Climent Guitart i González. La família Bonastre, originària del Penedès, enllaçà amb la nissaga de Can Guitart Vell a principis del segle XX pel matrimoni de Joan Bonastre amb Gertrudis Guitart.